# South Park (3.ª temporada)

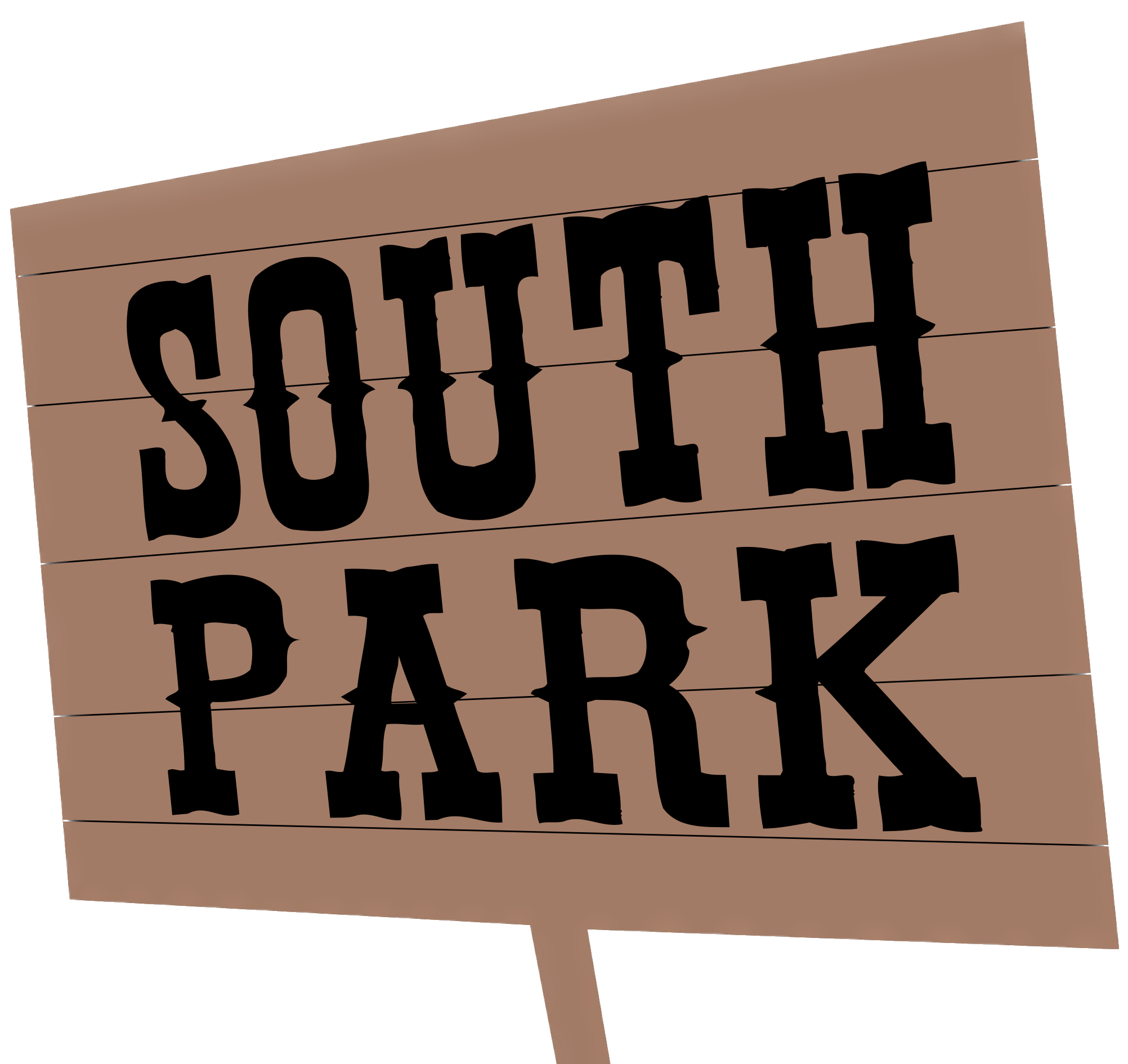

A terceira temporada de South Park, uma série de animação do gênero comédia, foi exibida originalmente nos Estados Unidos pela Comedy Central, entre 7 de abril de 1999 e 12 de janeiro de 2000. A temporada foi encabeçada pelos criadores da série Trey Parker e Matt Stone, que serviu como produtores executivos, junto com Anne Garefino. A temporada continua a focar-se na façanha dos três protagonistas, Stan, Kyle, Cartman e Kenny, na fictícia cidade montanhosa de Colorado, South Park. 
A temporada consistiu de dezessete episódios de 22 minutos, que foi ao ar, principalmente, em dois grupos separados por três meses de diferença. Como nas temporadas anteriores, Parker e Stone escreveu e produziu cada episódio dentro de uma semana antes de sua data de estréia. Eles produziram a primeira metade da temporada, simultaneamente, enquanto trabalhava na adaptação para o cinema, South Park: Bigger, Longer & Uncut, o que era difícil. Os criadores considerou a terceira temporada, uma melhoria da temporada anterior, devido a uma maior foco na estrutura narrativa e no desenvolvimento dos personagens, bem como maior controle criativo. Na segunda metade da temporada, o show sofreu um golpe com a morte da dubladora Mary Kay Bergman, que forneceu muitas das vozes femininas no show. Os últimos três episódios da temporada, tem ausência de vozes femininas por este motivo.
A terceira temporada satirizou temas como o cerco de Waco, preservação das florestas,  o assédio sexual, e filmes como Star Wars: Episódio I – A Ameaça Fantasma, Tron, e Gettysburg, e  programas de televisão como Scooby-Doo e Pokémon. Ele também continua a tradição do show de satirizar celebridades, que nesta época incluem Cher, Pat Robertson, e Rod Stewart. A temporada dispõe de uma aparição da banda de nu metal, Korn. 

## Antecedentes

### Desenvolvimento
Após a segunda temporada de South Park, os criadores Trey Parker e Matt Stone começou a ter mais controle criativo do show, o que na temporada anteriores eles tinham delegados para escritores pessoais. Parker e Stone abertamente expressaram seu desagrado com a segunda temporada como um todo. "Há um monte de coisas engraçadas na segunda temporada," Stone comentou, mas Parker concordou que eles ainda estavam aprendendo como escrever para o show. Eles receberam conselho de amigos na indústria da televisão, que eles deviam permitir outros escritores e trabalhar mais na produção, o que eles mais tarde se arrependeram. Eles chegaram a considerar o desenvolvimento de um novo show e deixar South Park, mas acabaram decidindo a continuar trabalhar nele. Nos comentários para o DVD da terceira temporada, Parker aconselhou aos telespectadores: "jogue fora seus DVDs da segunda temporada, eu não gosto deste show." Parker, que mais tarde iria dizer o mesmo sobre a terceira temporada: "Se eu tivesse que apagar algo da biblioteca, seria, basicamente, qualquer coisa antes da quarta temporada. É simplesmente constrangedor de assistir. Ok, éramos, com 26, 27 [anos]. Mas eu fico, 'Sério? Nós pensamos que era engraçado? Achamos que foi bem escrito? Oh meu Deus, isso é terrível.'"
Como a maioria das temporadas de South Park, os episódios eram, em sua maioria, produzidos na semana anterior as transmissões originais.

### Escrita
Parker caracterizou a terceira temporada como: "onde South Park virou a esquina... e [tornou-se] bom para nós." A terceira temporada foi produzida simultaneamente com o filme, South Park: Bigger, Longer & Uncut, e veio em um momento em que a dupla começou a aprender mais sobre a estrutura da narrativa e desenvolvimento de personagens. Eles aplicaram estas lições no show. Parker observou que produzir o filme e a temporada ao mesmo tempo foi "duro". O show e o filme ocuparam dois edifícios separados a mais de 1 Km, e a dupla, muitas vezes precisa alternar entre um e outro. A Paramount estava infeliz com a dupla trabalhando no show igualmente com o filme. "Jakovasaurs" foi feito no pico da pós-produção do filme, e o episódio seguinte, "Sexual Harassment Panda", Parker e Stone afirmaram não ter nenhuma memória de tê-lo feito: "Nós não lembramos de fazer estes shows," Parker comentou no DVD. Stone caracterizou o episódio como "delírio de escrita."